# Bricqueville
Bricqueville település Franciaországban, Calvados megyében. Lakosainak száma 153 fő (2022. január 1.). Bricqueville Bernesq, Colombières, La Folie, Trévières, Formigny La Bataille és Isigny-sur-Mer községekkel határos.

## Népesség
A település népességének változása:
| Lakosok száma | 216  | 129  | 116  | 121  | 154  | 176  | 183  | 164  | 155  | 153  |
|               | 1968 | 1982 | 1990 | 2006 | 2013 | 2015 | 2017 | 2019 | 2020 | 2022 |